# Jílové u Prahy
Jílové u Prahy település Csehországban, Nyugat-prágai járásban. Jílové u Prahy Pohoří, Hradištko, Petrov, Krňany, Kamenný Přívoz és Libeř településekkel határos. Lakosainak száma 5227 fő (2024. január 1.).

## Népesség
A település lakosságának változását az alábbi diagram mutatja:
| Lakosok száma | 2801 | 2504 | 2208 | 2532 | 2875 | 3325 | 4675 | 4770 | 4919 | 5227 |
|               | 1869 | 1890 | 1921 | 1950 | 1980 | 2001 | 2017 | 2019 | 2022 | 2024 |